# 阿猴城門
阿猴城門，正名為阿猴城朝陽門，是指台灣屏東市阿猴城中唯一留下之城門遺址。位置為現屏東公園內，當前指定為屏東縣縣定古蹟。

## 沿革

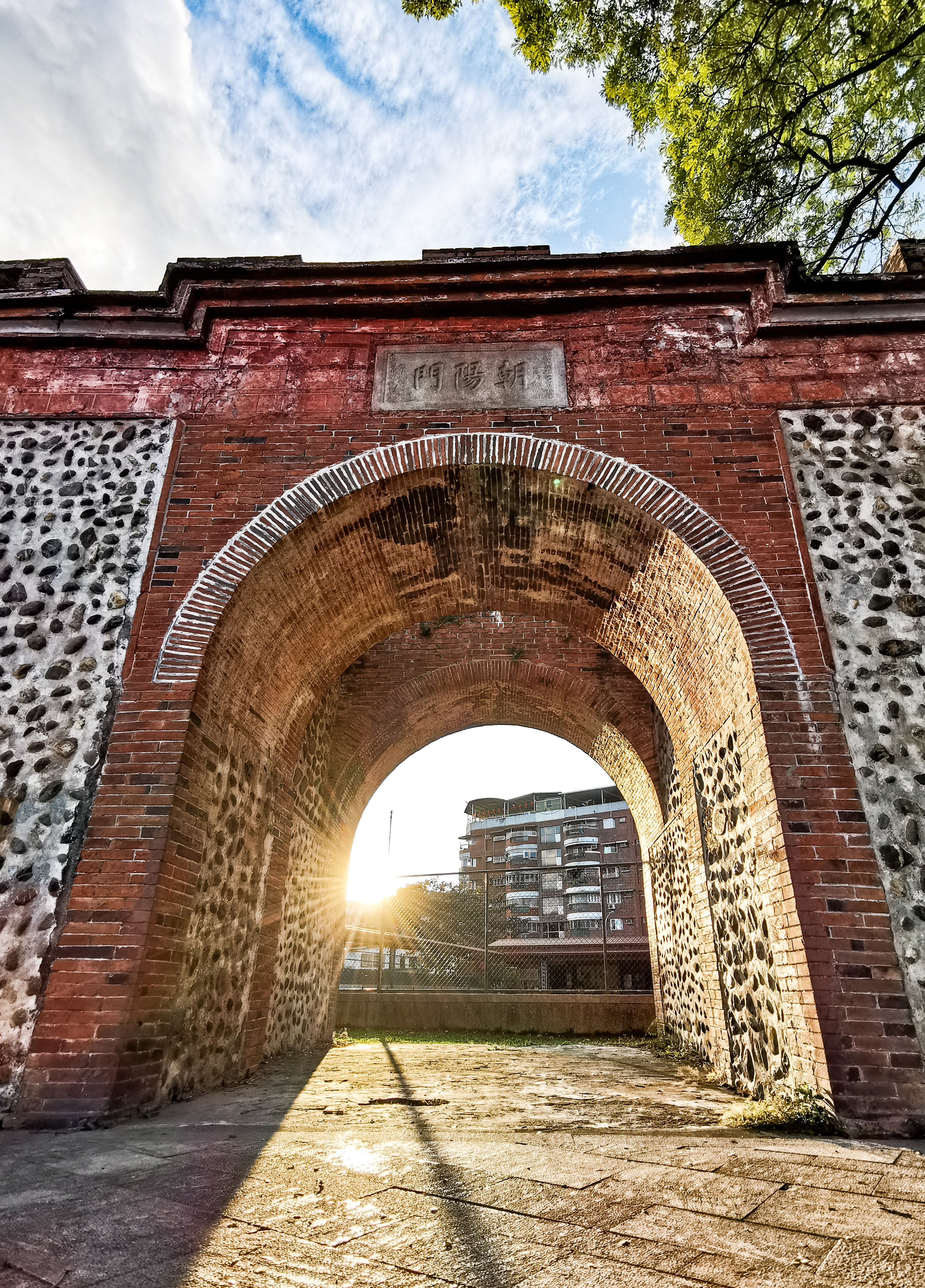
朝陽門門額

「阿猴城門」即是「屏東城門」之意，屏東古稱阿猴或雅猴，昔為平埔原住民馬卡道族阿緱社址，1684年便有福建海澄縣民來此建立村落，正式開墾，後則設下鳳山縣置下淡水巡檢分署於此，並在隨後由村落發展為粗具親模的市街，成為下淡水地方的行政中心。
其中在道光十六年（西元1836年），介於為防盜賊及當時激烈的閩粵械鬥原因，因此由當地士紳規劃統籌，召集百姓出資合力建造城壘，「阿猴城」便此落成，具有見證漢人移遷到屏東平原的歷史意義，原設有東、南、西、北四座城門，然而阿猴城在層級屬性上非屬縣廳城，因在鳳山縣志的「規制志」中並無此城之規模形式的記載，因此其餘有關本城的城門數、堡周長及城內外設施等相關史料記載，大多已不可考據。
日治時期，因改變台灣傳統聚落型態之空間以供現代化建設，日人於屏東市進行市區改正計畫，阿猴城牆被總督府以拓寬道路為由陸續進行拆除，令現址只遺下東門朝陽門一座，第二次世界大戰結束後，1952年，屏東縣政府在中山公園內建立縣立體育場，因此而拆除阿猴城門一小段城牆，1960年代以後，屏東縣政府機關雖對朝陽門做了數次修繕維護，但夾存在於田徑場及網球場之間的空地，使得朝陽門的容體範圍不足，後在1984年內政部核定屏東市公所為負責管理維護機關後，於隔年指定為三級古蹟。
在2006年恆春地震中，朝陽門西側拱腹與拱券間的結構出現錯移現象，後由文建會撥款予屏東縣政府進行損壞修復，近年則由屏東縣政府和屏東市公所管理，進行周邊整建工程。

## 建築
朝陽門為紅磚結構、壁面為卵石亂石疊砌之、轉角部份則以烏心磚砌成的城門，門洞總共分成三段構造，城牆壁體用本地所產的玄武岩亂石堆砌，高約1丈9尺，周圍9丈5尺，其中花崗石製門額上書寫有「朝陽門」三字，証明該門是東城門，另外城臺上原先無雉堞，是於1960、1970年代才做為增建，並非城門原有的材料及構造。

另外，朝陽門右側和左側分別寫有：「下淡水分縣沈長棻監造，督造生員陳珏、武生蕭登陽」、「總理陳瑞泰，董事張福順、張泉記、張寶成，道光丙申年季冬穀旦」，証明此作城門是清道光十六年（即1836年，歲次丙申）建造。

## 外部連結
- 阿猴城門門額- 臺灣記憶
- 阿猴城門(朝陽門) - 屏東縣政府 （页面存档备份，存于）